# دنيس يونغ
دنيس يونغ (بالإنجليزية: Dennis Young)‏ هو ضابط شرطة وسياسي أسترالي، ولد في 7 أغسطس 1947 في بريزبان في أستراليا. حزبياً، نشط في الحزب الليبرالي الأسترالي. وقد انتخب عضو المجلس التشريعي ولاية كوينزلاند عن دائرة Electoral district of Baroona ‏ (7 ديسمبر 1974 – 12 نوفمبر 1977).